# Internet Explorer 2
Microsoft Internet Explorer 2 ( IE2 ) є другою версією Internet Explorer (IE), графічного веб-браузера від Microsoft, яка наразі припинена. Він був представлений у жовтні 1995 року та був випущений 27 листопада 1995 року для Windows 95 і Windows NT, а також 23 квітня 1996 року для Apple Macintosh  і Windows 3.1.
Версія 2 була запущена з 12 мовами, включно з англійською, але до квітня 1996 року їх було розширено до 24 для Windows 95, 20 для Windows 3.1 і 9 для Macintosh  У ньому не вистачало багатьох функцій, які стали звичайними в пізніших версіях IE, включаючи синій логотип «e», інтеграцію з Провідником Windows і пакетні програми. Його частка на ринку також була значно нижчою, ніж пізніші версії. Під час його правління частка ринку IE зросла лише приблизно до 3-9% до середини 1996 року, до виходу Internet Explorer 3.
Це остання версія Internet Explorer, що підтримує Windows NT 3.1 ; оскільки наступна версія, Internet Explorer 3, підтримує лише Windows NT 3.5.
Internet Explorer 2 більше не підтримується та не доступний для завантаження з Microsoft.

## Історія
IE відтворив багато особливостей Netscape Navigator і дозволив імпортувати з нього закладки. У травні 1996 року компанія FTP Software оголосила, що надає корпорації Майкрософт різні технології для Internet Explorer 2.0 для Windows 3.1, включаючи мережу PPP, 16-розрядний клієнт електронної пошти та інші технології.